# Kirby (personaggio)
Kirby (カービィ?, Kābī) è un personaggio immaginario della serie di videogiochi Kirby. Creato nel 1992 da Masahiro Sakurai, il protagonista  della serie sviluppata dalla HAL Laboratory appare in oltre venti titoli pubblicati da Nintendo. Come Mario, Kirby ha una serie televisiva dedicata e diversi oggetti di merchandising basati sul suo personaggio tra cui fumetti. È inoltre apparso nella serie di videogiochi Super Smash Bros..
Kirby è una piccola creatura sferica residente a Dream Land (プププランド?, Pupupu Land) nel pianeta Pop Star. Oltre a correre e saltare, Kirby è in grado di fluttuare, inalare e sputare i nemici. In Kirby's Dream Land Kirby utilizzava l'abilità di ingoiare grossi oggetti per cibarsene o sputarli via con grande forza. A partire da Kirby's Adventure grazie all'abilità di copia Kirby può acquisire i poteri dei nemici ingoiati. I suoi principali avversari sono King Dedede, Dark Matter e Meta Knight.

## Origine

### Nome
Il nome originale di Kirby era "Popopo" ed il titolo del videogioco doveva essere "Twinkle Popo", in seguito modificato in Hoshi no Kābī (Kirby delle stelle). Il primo sprite di Kirby era un disegno di prova da utilizzare durante lo sviluppo di Kirby's Dream Land, tuttavia Masahiro Sakurai apprezzò il design del personaggio e decise di mantenerlo nella versione finale.
Sebbene in Occidente sia diffusa l'associazione tra il personaggio e l'azienda di aspirapolveri Kirby Company, il nome Kirby potrebbe derivare da un legale statunitense, John Kirby, che rappresentò la Nintendo quando la compagnia fu accusata dalla Universal Studios di aver violato il copyright di King Kong nella creazione del videogioco Donkey Kong. Masahiro Sakurai ha affermato di non ricordarsi le origini del nome Kirby, mentre Shigeru Miyamoto ha dichiarato che, sebbene abbia personalmente incontrato John Kirby, il nome era presente in una lista di possibili nomi e che il suono gutturale contrastava in modo simpatico con l'aspetto carino del personaggio.

### Aspetto
Sebbene Shigeru Miyamoto volesse Kirby di colore giallo, Sakurai insistette sul rosa. Tuttavia, a causa delle limitazioni tecniche del Game Boy, nel primo titolo Kirby appare di colore bianco. Nonostante nella copertina originale il personaggio apparisse di colore rosa negli Stati Uniti d'America Kirby venne raffigurato in bianco quando il titolo arrivò in Occidente. Anche nel mercato europeo si riscontrò l'analogo equivoco. Kirby di colore giallo sono comunque presenti in alcuni titoli (come Kirby e il labirinto degli specchi e Kirby's Adventure Wii) e nella serie Super Smash Bros..
Nella sua serie animata Meta Knight dice che Kirby è stato creato da una potente entità malvagia, con lo scopo di creare un mostro dagli immensi poteri, ma Kirby fuggì poco dopo essere stato creato, impedendo inconsapevolmente a sé stesso di diventare malvagio. Da quel giorno tutti gli altri mostri gli danno la caccia per impedirgli di distruggere il suo creatore.
Invece nei videogiochi si deduce che Kirby e Meta Knight siano una reincarnazione dell'ultimo boss in Kirby Star Allies, Void Termina. In teoria, Void ha "espulso" positiva energia creando Kirby, ne ha espulso creando una via di mezzo tra positiva e negativa creando Meta Knight, poi Zero è stato creato da energia negativa. Infatti Void Termina ha una faccia da Kirby nella lotta e ci spiega che lui sarà collegato a Kirby in qualche modo, anche se alcuni pensano che sia perché Void stesse utilizzando le emozioni attorno a lui per reincarnarsi in una nuova forma e che quindi stesse venendo influenzato dalle emozioni positive di Kirby.

### Voce
Kirby è doppiato da Makiko Ōmoto in Kirby 64: The Crystal Shards, Kirby e la stoffa dell'eroe, nella serie Super Smash Bros. e nell'anime dedicato al personaggio. La seiyū ha dichiarato che doppiare Kirby è stata una delle sue migliori esperienze.
In un video dei primi anni novanta la voce di Kirby è di Mayumi Tanaka.

## Caratteristiche
Kirby è una piccola creatura sferica di colore rosa, con due grandi piedi rossi, piccole braccia e le guance rosse. Il suo corpo è soffice e flessibile, in grado di appiattirsi. Misura 20 centimetri ed è abbastanza leggero da essere sollevato da chiunque. Proviene dal pianeta Pop Star, e vive dentro una piccola casetta nelle terre di Dream Land. Il suo aspetto è cambiato durante gli anni, divenendo più rotondo e definito, con gli occhi ingranditi. Questo nuovo design è usato in tutti i giochi più recenti.

### Personalità
Kirby ha un temperamento positivo, e salva in diverse occasioni la terra di Dream Land con l'uso dei suoi unici poteri. La sua età non è mai stata rivelata, anche se nel manuale di Kirby's Dream Land è chiamato piccolo ragazzo e nel cartone animato viene chiamato bambino e sempre nella serie animata Meta Knight dice che Kirby è come un neonato, e per crescere ha bisogno di oltre duecento anni e che allora i suoi poteri saranno immensi e capaci di distruggere ogni male, ma pare che possa assumere tali poteri con lo Scettro di Stella (che nella serie animata ottiene aspirando la sua stessa Stella Warp). Questo, insieme al tono della sua voce, lascia intendere che è molto giovane.
Kirby è allegro e innocente. Ama mangiare e dormire, specialmente durante il giorno. Il suo cibo preferito: i Maxim tomatoes (Pomodori Maxim), una speciale varietà di pomodori nativi di Pop Star. Inoltre odia i bruchi. I suoi altri hobby includono cantare, anche se è molto stonato. Ogni tanto agisce di impulso, come quando accusa Dedede di interferire con la Fountain of Dreams in Kirby's Adventure, senza lasciare il tempo a Dedede di giustificarsi. Anche se carino e innocente, diventa forte e combattivo quando ha in mano un'arma.
Personaggio di poche parole, parla raramente nei giochi. I suoi dialoghi sono limitati e vengono rappresentati da scritte nei manuali dei giochi, mentre in certi giochi (come Super Smash Bros. e Kirby 64) esclama brevi parole come Hi (ciao). Kirby inoltre non parla neanche nella serie animata.

### Abilità

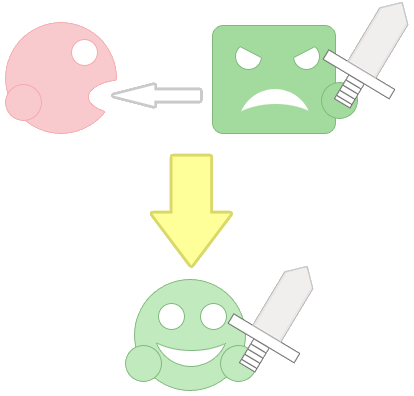
Diagramma che illustra l'abilità di Kirby

L'attacco principale di Kirby è quello di aspirare i nemici (sia la sua bocca che il suo corpo si ingigantiscono per consentirgli di ingerire oggetti più grandi di lui) ed ingoiarli. Può anche attaccare sputando fuori i nemici sotto forma di stelle. Alcuni nemici, ingoiati, donano a Kirby nuovi poteri e abilità.
Nei primi giochi, un'abilità non cambiava l'aspetto di Kirby, a parte il colore o un'arma tenuta in mano per abilità come Spada e Martello. Da Kirby's Fun Pak in poi, Kirby acquisisce un cappello unico per ogni abilità, ad esempio un copricapo di fiamme per il potere di Fuoco, uno ghiacciato per il potere del Ghiaccio, o un berretto da baseball per le abilità Yoyo e Ruota. I cappelli sono poi diventati uno dei segni che identificano la serie.
In Kirby's Fun Pak, Kirby può usare un'abilità per creare un aiutante, una versione buona di un nemico ingoiato. Il nuovo aiutante veniva controllato dal gioco o da un secondo giocatore. Questa funzione non è stata più ripresa nei giochi successivi, fino a Kirby Star Allies in cui Kirby può allearsi con altri tre personaggi. Kirby usa il suo potere speciale per ottenere fonte di nutrimento da altri strumenti speciali, come i leccalecca che gli garantiscono effetti benefici come l'invincibilità. Kirby Super Star ultra e altri recenti giochi contengono una funzione dove Kirby può condividere il suo cibo con il secondo giocatore in una maniera che ricorda un bacio.
Kirby può risucchiare l'aria per diventare più leggero, fluttuando grazie al movimento delle sue braccia. Può anche attaccare i nemici sputando un piccolo sbuffo d'aria. Questa tecnica è conosciuta come "pistola ad aria". Mentre in quasi tutti i giochi può volare indefinitamente, questa abilità è limitata in Kirby 64: The Crystal Shards, Kirby's Air Ride e Super Smash Bros.

### Genere
In giapponese, Kirby è scritto come un personaggio neutro rispetto al genere, mentre le localizzazioni internazionali di solito si riferiscono a lui come maschio. Questo avviene in quanto in giapponese è più semplice usare termini neutri rispetto ad altre lingue; per esempio, nel manuale di Kirby's Dream Land, Kirby è indicato come un "ragazzino vivace" in inglese, ma un semplice "giovane" (若 者 (wakamono?)) in giapponese. Alcune volte viene indicato con kare (か れ), un pronome maschile. Inoltre, lo stile di lingua giapponese di Kirby tende a usare convenzioni maschili. Questo, tuttavia, non contraddice necessariamente il fatto che sia un personaggio neutro rispetto al genere.
L'artbook ufficiale in esclusiva per il Giappone 20th Anniversary - Hoshi no Kirby: Pupupu Taizen indica il genere di Kirby come "sconosciuto". Inoltre, la doppiatrice di Kirby, Makiko Ohmoto, ha affermato che il sesso di Kirby è ignoto.
I creatori di Kirby hanno raramente affrontato la natura del genere di Kirby e, quando questo avviene, non forniscono una risposta definitiva. Quando un fan di Super Smash Bros. espresse sorpresa nell'apprendere che Samus di Metroid è una donna, Masahiro Sakurai rispose scherzando sul fatto che anche Kirby potrebbe essere una donna.

## Altre apparizioni
Kirby è presente come personaggio giocabile nella serie di Super Smash Bros.. Ha anche una serie animata dedicata chiamata Kirby (Hoshi no Kirby in giapponese), che è stata trasmessa su Italia 1.
Dal 23 giugno 2011 fino a dicembre 2012 è stato possibile scaricare dal Wii Shop della Wii un canale dove è possibile vedere la serie animata, il Canale TV Kirby, con una puntata ogni lunedì e giovedì. In Italia la serie si interruppe all'episodio 52 nella messa in onda originale, ma a partire da novembre 2014 su K2 sono andati in onda i rimanenti episodi della serie doppiati ex novo.